# Neobișnuitul firesc
Neobișnuitul firesc, având ca prim vers Presimt cum încep să-mi pierd singurătatea, respectiv precizarea "Se dedică lui René Coeckelberghs", este o poezie de Nichita Stănescu din volumul Operele imperfecte, apărut în 1979.